# Schweiz i olympiska sommarspelen 1968
Schweiz deltog med 85 deltagare vid de olympiska sommarspelen 1968 i Mexico City. Totalt vann de en silvermedalj och fyra bronsmedaljer.

## Medaljer

### Silver
- Louis Noverraz, Bernhard Dunand och Marcel Stern - Segling, 5,5 m.

### Brons
- Xaver Kurmann - Cykling, förföljelse.
- Gustav Fischer, Marianne Gossweiler och Henri Chammartin - Ridsport, dressyr.
- Denis Oswald, Peter Bolliger, Hugo Waser, Jakob Grob och Gottlieb Fröhlich - Rodd, fyra med styrman.
- Kurt Müller - Skytte, 300 meter gevär.